# 杨愿
杨愿（1101年—1152年），字原仲，南宋大臣。
宣和末年，杨愿补太学录。宋徽宗、宋钦宗二帝北迁，金朝人听说杨愿之名，搜捕他，杨愿藏匿在百姓家中。他上书执政，请迎复元祐皇后。又投奔济州元帅府向康王赵构劝进，辟为僚属。
赵构即位为宋高宗，以元帅府的关系，授为修职郎，御营司辟机宜文字。历任新昌县丞、越州判官。秦桧推荐他，召回改为枢密院编修官。登绍兴二年（1132年）进士第，升迁为计议官。召试馆职，罢免。主管崇道观，再任秘书郎。议论的人说他外任未终，所以通判明州。
秦桧专政，召他为秘书丞。不久，拜为监察御史。台谏长官说杨愿资历浅，当先从郎官做起，改任司封司员外郎，迁任右司，起居舍人兼权中书舍人。开始修玉牒，特命杨愿，杨愿说：“玉牒当记载靖康时推戴赵氏之事，把秦桧建议的始末都写上去。”
绍兴十三年（1143年），权直学士院，充任金国贺正旦接伴使。金使完颜晔入宋境，想要占据主席，宦官传宣，完颜晔不迎接跪拜，杨愿以礼挫折他，于是听服。还朝，他充当送伴使。绍兴十四年（1144年），为御史中丞。一个月后，升端明殿学士、签书枢密院事兼参知政事，依然兼修玉牒。
绍兴十五年（1145年）罢职，提举太平观。开始，杨愿与张扩在中书省任职，同时起草诏命，靠张扩润色。张扩作《二毫笔诗》，杨愿以为他责骂自己，向秦桧诉说，利诱御史李文会弹劾。高闶陪侍经筵，宋高宗问张九成是否安好，第二日，又问秦桧，秦桧说：“张九成提倡异端妖言惑众，被台臣弹劾，管理地方，就竭力请求领祠。观其意向，终不为陛下用。”宋高宗说：“张九成清贫，不可无禄。”秦桧怀疑高闶推荐张九成，于是告诉杨愿，杨愿又让李文会弹劾高闶。藤州守臣说贬官李光作诗讽刺时政，杨愿为御史中丞，附会其说：“李光纵横险诈，子弟宾客往来于吴、越，引诱人上书，动摇国是。”李光再次贬谪琼海。李文会升入西府枢密院，杨愿发现秦桧对他厌倦，于是数落李文会的坏政，将他罢免。二日后，杨愿于是接替了他。宋高宗与秦桧谈论国事，说：“朕认为任用士大夫，都是宰相的责任。宰相既贤，则他所荐都是贤臣。”杨愿说：“陛下如此任相，已经得到治道之要。”又谈论史事，秦桧说：“靖康围城时，失节者互相写作私史，公然放肆排挤打压。”宋高宗说：“卿不推荐异姓，所以别人不容你。”杨愿说：“秦桧不是当时不肯随声附和，宣和年间耿延禧为学官，因为其父在东宫，权倾一时，士人全都听从，以便将来得到好处，只有秦桧守正不易。”秦桧自从再居相位，每次推荐执政，必选没有名誉、柔弱奸佞容易控制之人。杨愿迎合秦桧之意，欺下瞒上，被斥去后，天下称快。
三年后，杨愿起知宣州。表弟王炎调任蕲水令，来见他，醉酒中对杨愿说：“曾经在吕颐浩丞相处得到你当年给他的书信，其中很多地方说到秦丞相的短处，你还记得吗？”杨愿听到后，面如死灰，留下王炎不让他离去。玉牒书成，加资政殿学士，转任建康府。在金陵大宴监司，守兵懈怠，王炎从青溪搭客船逃走，绍兴二十二年（1152年），杨愿忧虑不安而死，时年五十二岁。

## 延伸阅读
[在维基数据编辑]
 《宋史·卷380》，出自脱脱《宋史》